# Пежо тип 106
Пежо тип 106 (фр. Peugeot Type 106) је моторно возило произведено 1908. од стране француског произвођача аутомобила Пежо у њиховој фабрици у Оданкуру. У том раздобљу је укупно произведено 109 јединица.
Возило покреће четвороцилиндрични четворотактни мотор који је постављен напред, а преко кардана је пренет погон на задње точкове. Његова максимална снага била је 12 КС и запремине 2.207 cm³.
Тип 106 је произведен само у варијанти 106 Б са међуосовинским растојањем 303,5 цм и размаком точкова 135 цм. Облик каросерије је дупли фетон и има места за четири особе.